# Brandenburg vasútvonalainak listája

Németország tartományai

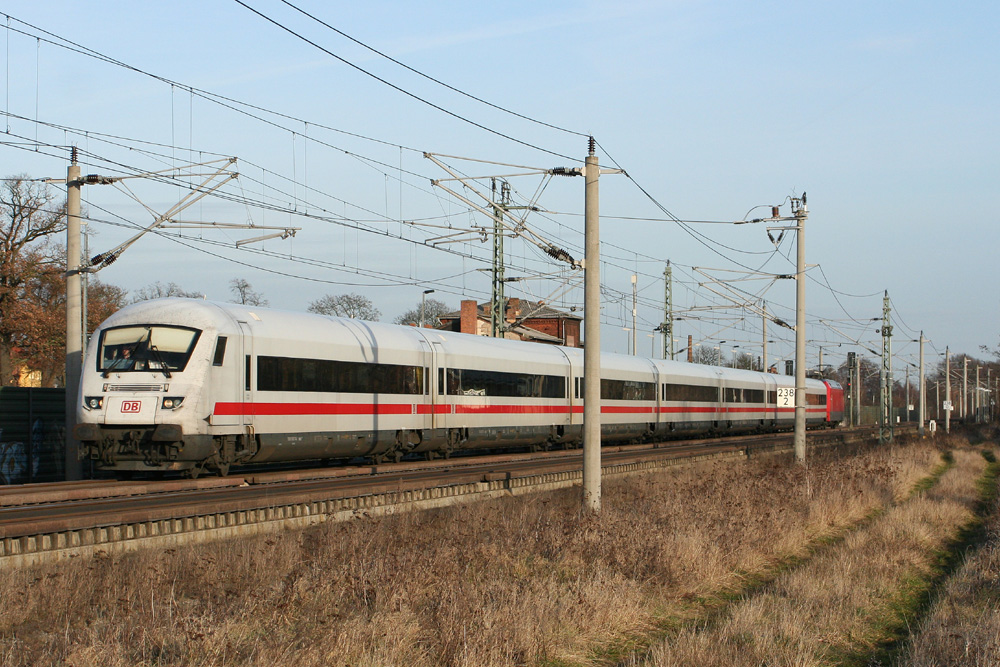
InterCity vonat a Hannover–Berlin nagysebességű vasútvonalon

Ez a lista a németországi Brandenburg tartomány vasútvonalait sorolja fel ábécé sorrendben. A lista nem teljes.

## Vasútvonalak
- Angermünde–Stralsund-vasútvonal
- Anhalt-vasútvonal
- Berlin outer ring
- Berlin–Blankenheim-vasútvonal
- Berlin–Potsdam–Magdeburg-vasútvonal
- Berlin–Drezda-vasútvonal
- Berlin–Görlitz-vasútvonal
- Berlin–Hamburg nagysebességű vasútvonal
- Berlin–Lehrte-vasútvonal
- Berlin–Szczecin-vasútvonal
- Cannons-vasútvonal
- Hannover–Berlin nagysebességű vasútvonal
- Jüterbog–Riesa-vasútvonal
- Kremmen-vasútvonal
- Lower Silesian-Mark-vasútvonal
- Magdeburg–Wittenberge-vasútvonal
- Porosz Eastern-vasútvonal
- Porosz Northern-vasútvonal
- Roßlau–Falkenberg/Elster-vasútvonal
- Wannsee-vasútvonal
- Wiesenburg–Roßlau-vasútvonal
- Wittenberge–Buchholz-vasútvonal